# Carlos Muñoz Cobo
Carlos, właśc. Carlos Antonio Muñoz Cobo (ur. 25 sierpnia 1961 w Úbedzie) – hiszpański piłkarz występujący na pozycji napastnika.

## Kariera klubowa
Carlos urodził się w mieście Úbeda, w Andaluzji, w ubogiej rodzinie pochodzenia romskiego. W wieku siedmiu lat przeprowadził się do L'Hospitalet de Llobregat niedaleko Barcelony, gdzie pracę znaleźli jego rodzice. Tam rozpoczynał swoją piłkarską karierę, początkowo w zespole ze swojej dzielnicy, Santa Eulalia, a następnie w klubach z katalońskiej ligi regionalnej – Juventud Hospitalet i Polvoretense. W późniejszym czasie przeszedł do czwartoligowego CF Igualada, w którego barwach zadebiutował w Tercera División jako dziewiętnastolatek. Tam dzięki dobrym występom szybko zaczął być postrzegany za jednego z najbardziej utalentowanych zawodników rozgrywek, co zaowocowało zainteresowaniem ze strony największych katalońskich klubów. Ostatecznie podpisał kontrakt z FC Barcelona, jednak natychmiast został wypożyczony z powrotem do Igualady. W 1981 roku wyjechał do Kadyksu w celu odbycia służby wojskowej, gdzie blisko jego pozyskania był lokalny klub Cádiz CF. Ostatecznie do transferu nie doszło, gdyż Igualada nie zgodziła się na przenosiny.
Po przenosinach z Igualady do Barcelony Carlos występował początkowo w drugoligowych rezerwach klubu – FC Barcelona B, gdzie był czołowym strzelcem swojej drużyny. Dzięki udanym występom był okazyjnie włączany do treningów pierwszego zespołu, gdzie miał okazję przebywać z graczami takimi jak Diego Maradona, Bernd Schuster czy Quini. W 1984 roku, ze względu na wyjazd części ekipy na tournée do Stanów Zjednoczonych, szkoleniowiec César Luis Menotti chwilowo wcielił go do składu Barcelony, który wziął udział w Copa de la Liga. Wystąpił również w meczu pożegnalnym Zico, w którym wyszedł na boisko w pierwszym składzie i zdobył bramkę. Nie mając jednak większych szans na przebicie się do seniorskiego zespołu, odszedł na wypożyczenie do Elche CF, w barwach którego zadebiutował w Primera División – 20 stycznia 1985 w zremisowanym 0:0 spotkaniu z Sportingiem Gijón. Premierowego gola w najwyższej klasie rozgrywkowej zdobył natomiast 24 marca tego samego roku w wygranej 2:1 konfrontacji z Realem Betis. Na koniec sezonu 1984/1985 Elche zajęło jednak przedostatnie miejsce w tabeli, spadając do drugiej ligi.
Po relegacji Elche sam Carlos pozostał jednak w pierwszej lidze, również na zasadzie wypożyczenia zostając zawodnikiem klubu Hércules CF z miasta Alicante. Także z tym zespołem na koniec rozgrywek 1985/1986 spadł do drugiej ligi, po czym przeszedł do pierwszoligowego Realu Murcia, gdzie również spędził rok. W żadnej z tych ekip nie wywalczył sobie pewnego miejsca w pierwszym składzie i nie potrafił przekroczyć bariery pięciu bramek w sezonie, wobec czego na zasadzie wypożyczenia podpisał umowę z drugoligowym Realem Oviedo, mimo zainteresowanie Osasuny. Tam zanotował natomiast bardzo udane rozgrywki 1987/1988, kiedy to wywalczył awans do pierwszej ligi, zostając przy tym królem strzelców Segunda División z 25 bramkami na koncie. Po upływie sezonu, wbrew własnej woli, przeszedł do stołecznego Atlético Madryt, z którym wziął udział w swoich pierwszych międzynarodowych rozgrywkach, Pucharze UEFA, lecz przeważnie pozostawał rezerwowym zespołu, z powodu silnej konkurencji w linii ataku, ale też przez konflikt ze szkoleniowcem Javierem Clemente.
Latem 1989 Carlos ponownie został piłkarzem Realu Oviedo, gdzie szybko wywalczył sobie miejsce w pierwszym składzie, zostając przy tym czołowym strzelcem zespołu i całej ligi hiszpańskiej. Piłkarzem Realu pozostawał przez kolejne siedem lat, podczas których nie odniósł jednak większych sukcesów, zwykle plasując się ze swoją ekipą w środku tabeli i tylko raz, w sezonie 1991/1992, kwalifikując się do Pucharu UEFA. Jego dobra forma zaowocowała także pierwszymi powołaniami do reprezentacji narodowej. Dwukrotnie, w rozgrywkach 1993/1994 i 1994/1995, był najskuteczniejszym Hiszpanem w tabeli strzelców Primera División. Tylko w jednym sezonie, 1991/1992, nie zakończył rozgrywek z dwucyfrową liczbą zdobytych bramek na koncie. Jest uznawany za jedną z legend klubu – zajmuje trzecie miejsce w klasyfikacji wszech czasów Realu zarówno pod względem rozegranych meczów (240) jak i zdobytych bramek (93) w pierwszej lidze. Zyskał sobie wielką popularność wśród fanów – jedna z grup kibicowskich zespołu nosi jego imię, natomiast popularny piosenkarz Melendi określa go jako swojego idola z dzieciństwa.
W 1996 roku Carlos przeniósł się do Meksyku, gdzie podpisał kontrakt z zespołem Puebla FC. W tamtejszej Primera División zadebiutował 10 sierpnia w wygranym 2:1 pojedynku z Tolucą, w którym zdobył również pierwszego gola w nowym klubie. W swoim premierowym sezonie, Invierno 1996, został królem strzelców ligi meksykańskiej, strzelając piętnaście bramek, dzięki czemu został pierwszym graczem w historii Puebli, który triumfował w klasyfikacji najskuteczniejszych zawodników rozgrywek. Mimo regularnego wpisywania się na listę strzelców kilkakrotnie musiał notować dłuższe przerwy w grze – w 1997 roku, za zbyt impulsywną reakcję na decyzję sędziego, został zawieszony na osiem spotkań, za to kilka miesięcy później pauzował przez kilka tygodni z powodu kontuzji. W 1998 roku odszedł z Puebli po tym, jak szkoleniowiec Raúl Cárdenas nie widział dla niego miejsca w zespole. Po odrzuceniu oferty z CF Pachuca przez rok pozostawał bez klubu, po czym został piłkarzem innego klubu z miasta Puebla, drugoligowego Lobos BUAP. W sezonie Verano 2000, mając niemal czterdzieści lat, zdobył piętnaście goli i wywalczył tytuł króla drugiej ligi meksykańskiej, po czym zakończył piłkarską karierę.

## Kariera reprezentacyjna
W seniorskiej reprezentacji Hiszpanii Carlos zadebiutował za kadencji selekcjonera Luisa Suáreza – 12 września 1990 w wygranym 3:0 meczu towarzyskim z Brazylią, w którym zdobył także pierwszego gola w kadrze narodowej. Z powodzeniem występował w kwalifikacjach do Euro 1992, podczas których czterokrotnie wpisał się na listę strzelców – zdobył po jednej bramce w spotkaniach z Islandią (2:1) i Czechosłowacją (2:3), a dwie w konfrontacji z Albanią (9:0). Jego ostatnim spotkaniem w drużynie narodowej było towarzyskie starcie z Węgrami (2:4), w którym również strzelił jedną bramkę, zamykając swój bilans reprezentacyjny na sześciu trafieniach w sześciu meczach. W 1994 roku, mimo szczytowej formy, nie znalazł się w składzie kadry na Mistrzostwa Świata w Stanach Zjednoczonych z powodu konfliktu z selekcjonerem Javierem Clemente.

## Kariera trenerska
Po zakończeniu kariery Carlos powrócił do Hiszpanii, gdzie osiadł w Oviedo, prowadząc programy radiowe i udzielając się w asturyjskiej telewizji. Jednocześnie pracował z juniorami Realu Oviedo. W 2012 roku ponownie wyjechał do Meksyku, obejmując funkcję trenera drużyny do lat dwudziestu swojego byłego klubu – Puebla FC. W sierpniu 2012 tymczasowo poprowadził pierwszy skład Puebli w wygranym 2:0 spotkaniu z Lobos BUAP w ramach rozgrywek Copa MX.